# Multatuli
 (février 2016).
Pour les articles homonymes, voir Dekker.

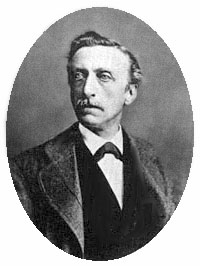
Multatuli

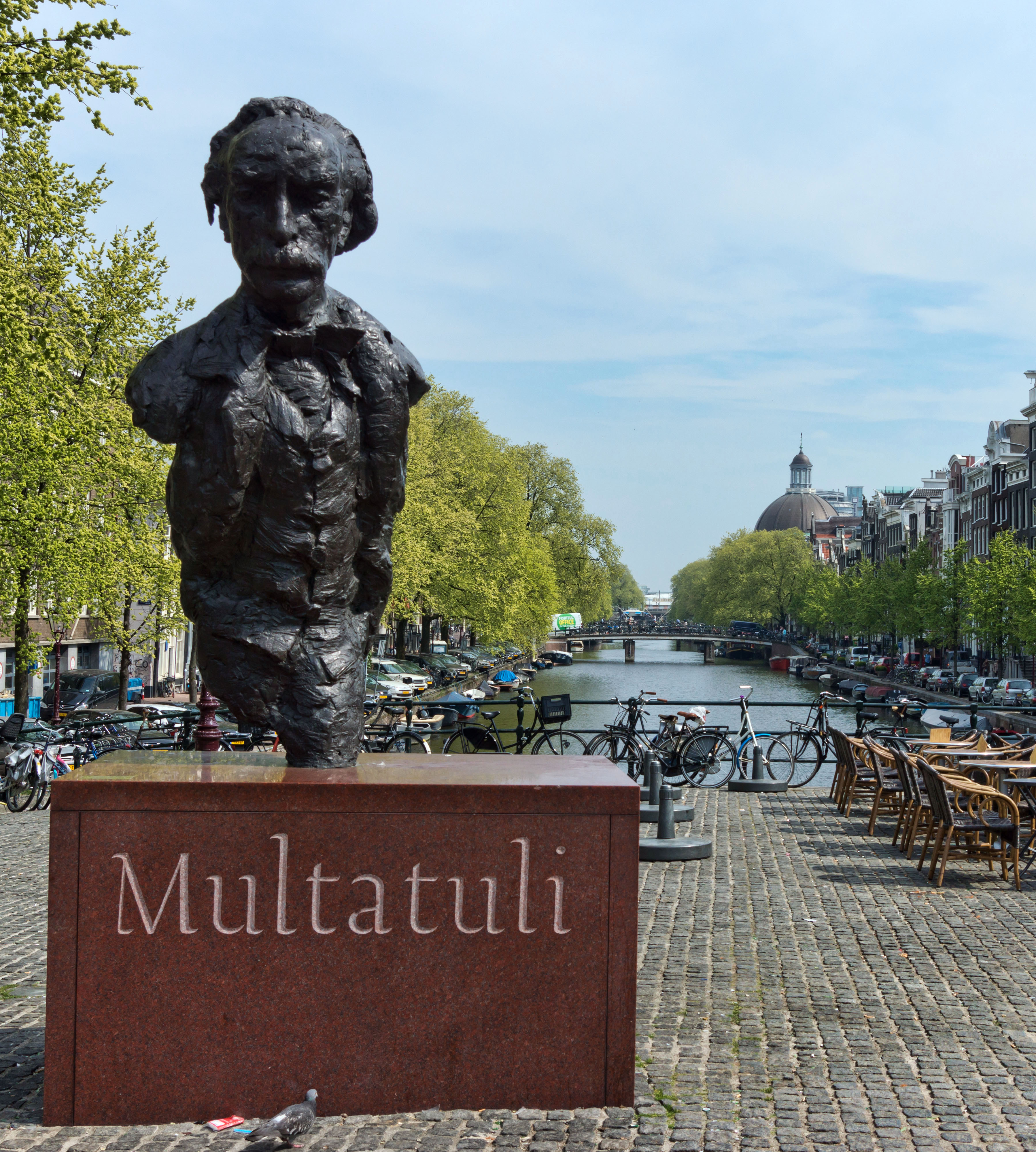
Statue à Amsterdam

Eduard Douwes Dekker, dit Multatuli (du latin multa tuli : « J'ai beaucoup supporté »), est un poète et romancier anarchiste néerlandais, né à Amsterdam le 2 mars 1820 et mort à Ingelheim am Rhein le 19 février 1887. Il est surtout connu pour son roman-pamphlet Max Havelaar.

## Biographie

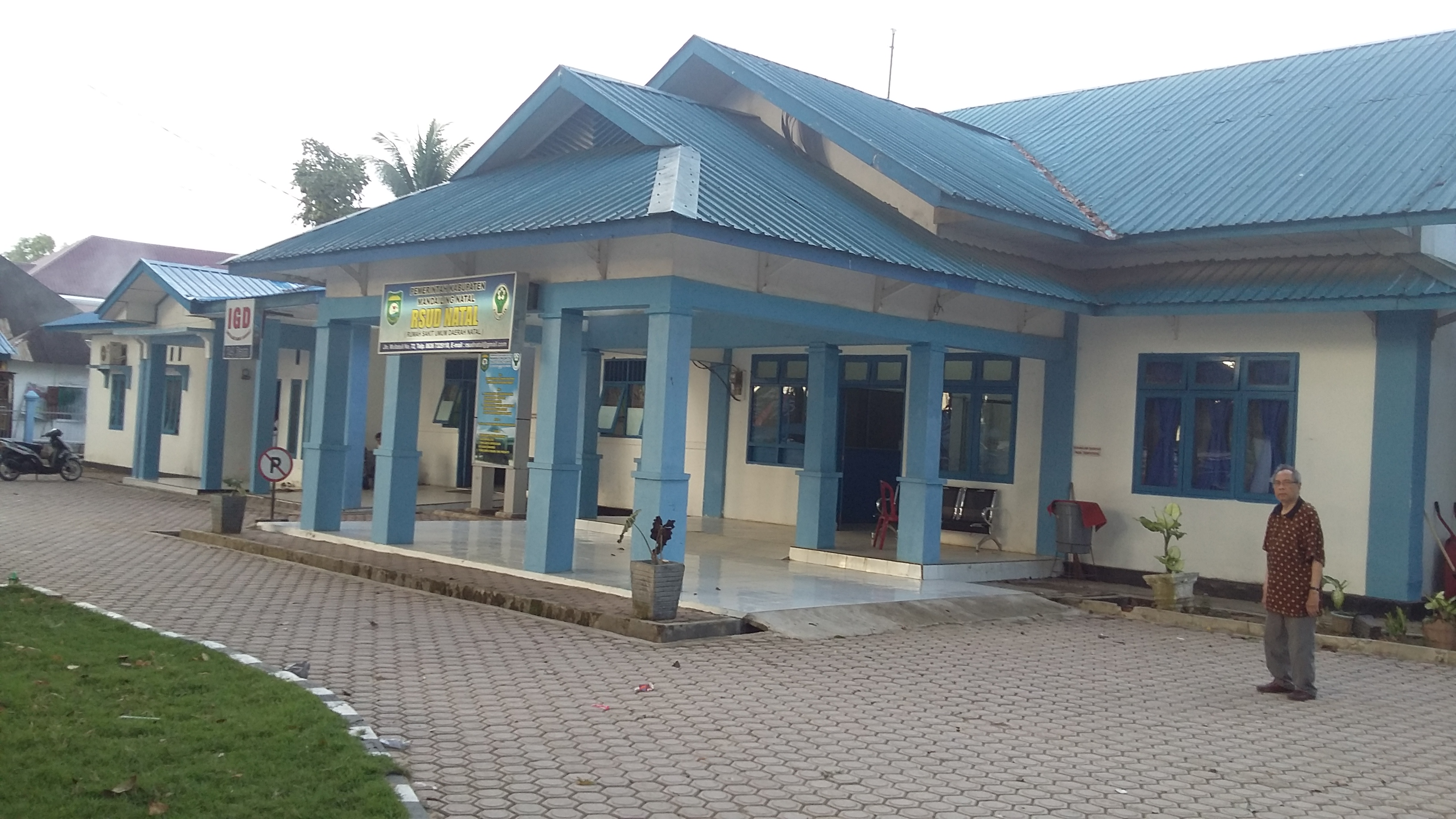
La clinique de Natal dans le nord de Sumatra, anciennement le bureau et la résidence de Douwes Dekker dans son premier poste de fonctionnaire colonial (photo prise en 2015)

Fonctionnaire durant 18 ans aux Indes néerlandaises, colonie des Pays-Bas à l'époque, Eduard Douwes Dekker démissionne en 1856 de son poste de vice-résident à Lebak (Java), indigné par le sort réservé aux indigènes, et se lance dans la littérature, dénonçant colonialisme, conformisme et préjugés.
Sorti en 1860, Max Havelaar eut un écho retentissant aux Pays-Bas, ce roman presque autobiographique étant le premier à dénoncer un système économique injuste qui accablait 30 millions de Javanais. C'est à travers Max Havelaar que Multatuli raconte les combats d'un vrai lanceur d'alerte radicalisé qui lutte contre l'oppression des paysans de ce qui deviendra plus tard l'Indonésie. Dans la seconde édition (1875), l'auteur ajoute des Notes et éclaircissements où il parle à la première personne. Douwes Dekker a également écrit des œuvres satiriques (Lettres d'amours), pamphlets, paraboles, polémiques, et le roman Woutertje Pieterse, portrait sensible et avancé d'un enfant.
L'édition française de son œuvre la plus connue, sous le titre de Pages choisies, est passée inaperçue en France lors de sa publication en 1901. C'est Roland de Marès qui fut son premier traducteur.
L’intrigue de la pièce Vorstenschool (nl) (1870) ou L’École des princes est reprise de l'histoire Le Grain de sable de Michel Masson (1832),,,. Cela lui a valu des accusations de plagiat dès le XIXe siècle.
En revanche, ses livres ont été admirés par Sigmund Freud et Karl Marx, qui ont même essayé de les lire en néerlandais.

## Mémoire
La maison natale de Multatuli à Amsterdam (Korsjesportsteeg 20) a été transformée en un musée où sont conservés sa bibliothèque, du mobilier et divers objets lui ayant appartenu, ainsi que l'urne contenant ses cendres.
Multatuli était l'un des écrivains préférés de Sigmund Freud ; son nom figure en tête d'une liste de « dix bons livres » établie par Freud en 1907. D'autres écrivains se sont déclarés admirateurs de Multatuli, parmi lesquels Marx, Anatole France, Hermann Hesse, Willem Elsschot, Thomas et Heinrich Mann ainsi que Johanna van Gogh et la plupart des féministes de la première vague.
En juin 2002, la Société de littérature néerlandaise (Maatschappij der Nederlandse Letterkunde) a proclamé les résultats d'une enquête désignant Multatuli comme étant l'écrivain le plus important des Pays-Bas, toutes époques confondues.
Le Prix Multatuli, un prix littéraire annuel néerlandais lui doit son nom. Une autre récompense littéraire, le prix Woutertje Pieterse (Woutertje Pieterse Prijs) tire son nom du personnage de Woutertje Pieterse éponyme du roman de Multatuli De geschiedenis van Woutertje Pieterse (L'Histoire de Woutertje Pieterse).
L'association internationale Max Havelaar pour la promotion du commerce équitable a repris le titre du roman et l'a déposé comme marque commerciale.

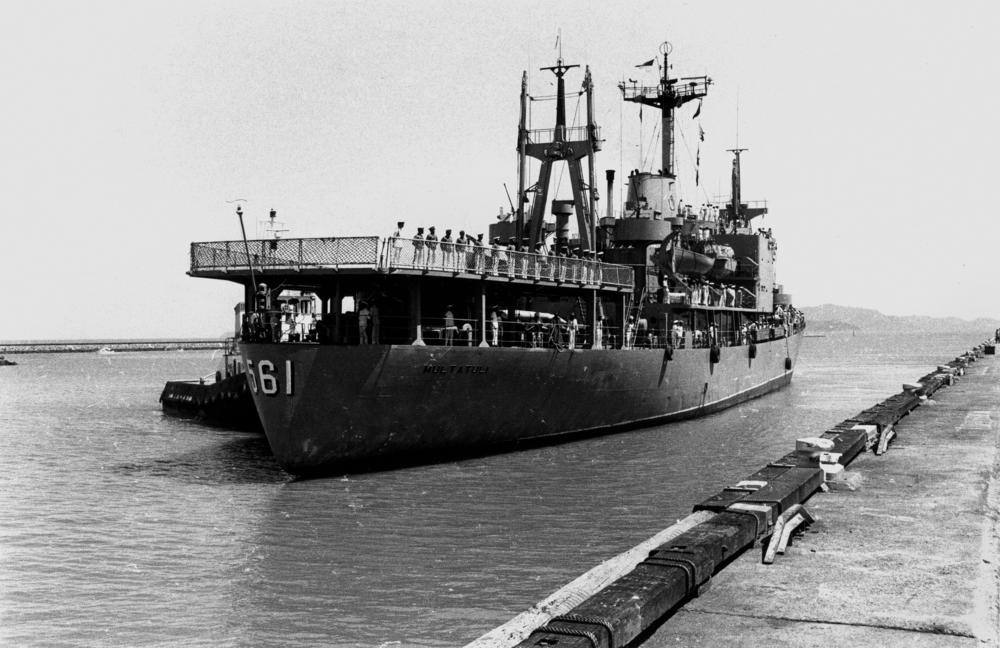
Le navire de commandement KRI Multatuli (561) de la marine indonésienne.

La marine indonésienne a baptisé KRI Multatuli un navire de commandement.

## Publications
Ouvrages traduits en français
- Multatuli : Pages choisies, traduites par Alexandre Cohen, préface d'Anatole France, Mercure de France, Paris, 1901.
- Pages choisies de Multatuli, traduites par Lode Roelandt, préface de Henry Poulaille, notice biographique de Julius Pée, Labor, Bruxelles, 1943
- Max Havelaar, ou les Ventes de café de la Société Commerciale Néerlandaise, traduction Édouard Mousset, Éditions de la Toison d'Or, Bruxelles, 1944
- Max Havelaar par Multatuli, Traduction de A.J. Nieuwenhuis et Henri Crisafulli. 2 vols, 1876 et 1878.
- Max Havelaar, ou les Ventes de café de la compagnie commerciale des Pays Bas, traduction Philippe Noble, Actes Sud, coll. « Babel », Arles, 1991  (ISBN 2-86869-697-X) et  (ISBN 2-8040-0658-1) (réédition 2003 :  (ISBN 2-7427-4557-2)).

#### Bases de données et dictionnaires
- Ressource relative à la musique :   - Muziekweb
- Ressource relative à l'audiovisuel :   - IMDb
- Notices dans des dictionnaires ou encyclopédies généralistes :   - Biografisch Portaal van Nederland
  - Britannica
  - Brockhaus
  - Den Store Danske Encyklopædi
  - Deutsche Biographie
  - Eesti biograafiline andmebaas ISIK
  - Enciclopedia italiana
  - Gran Enciclopèdia Catalana
  - Hrvatska Enciklopedija
  - Internetowa encyklopedia PWN
  - Nationalencyklopedin
  - Proleksis enciklopedija
  - Store norske leksikon
  - Treccani
  - Universalis
- Notices d'autorité :   - VIAF
  - ISNI
  - BnF (données)
  - IdRef
  - LCCN
  - GND
  - Japon
  - CiNii
  - Espagne
  - Belgique
  - Pays-Bas
  - Pologne
  - Israël
  - NUKAT
  - Catalogne
  - Suède
  - Vatican
  - Australie
  - WorldCat